# Павле Твртковић
Павле Твртковић је био професор српског језика и један од директора словачке Гимназије Јан Колар у Бачком Петровцу.